# 팥빙수 (노래)
"팥빙수"는 가수 윤종신의 9집 정규 음반인 《그늘》의 타이틀 곡이자 그가 2007년에 발매한 디지털싱글 앨범인 《2007 New 팥빙수》의 타이틀 곡이다. 작곡은 이규호가, 작사는 윤종신이 맡았다. 원래 9집 《그늘》의 타이틀 곡이다. 하지만 노래의 반응이 좋자 그는 2007년 따로 디지털싱글 음반을 발표했다. 이 노래는 그의 밝은 음악 풍이 들어있다.
윤종신이 2001년 앨범 《그늘》을 발매하고 한참 활동될 때 이 노래가 KBS 등에서 방송부적격 금지곡으로 선정된 적이 있었는데 이유는 가사 중 '열라 좋아'와 '왔다야'가 비속어라는 이유였다. 이후 가사를 '진짜 좋아' 등으로 바꾸고 나서야 방송이 가능하게 되었다. 결국 2008년이 되어서야 KBS는 금지를 해제했다.
시트콤 《웬만해선 그들을 막을 수 없다》에 극 중 156회 방영분에서 영삼과 인종, 두섭, 복건이가 팥빙수 아르바이트하는 장면에서 손님 역으로 특별출연한 윤종신이 첫 손님으로 팥빙수를 먹고 작사하는 내용으로 나오기도 하였다.

## Billlie 버전
2022년 Billlie가 리메이크했으며, 윤종신의 다른 노래인 "고속도로 로맨스"와 함께 싱글 "track by YOON: 팥빙수"로 발매되었다. 안무 중 '체리는 꼭지 체리' 부분의 안무가 "체리 피스"라는 이름으로 바이럴되었다.